# A Virgem e o Machão
A Virgem e o Machão é um filme de comédia pornochanchada brasileiro de 1974, dirigido e produzido por José Mojica Marins (creditado como J.Avelar ). Locações em São Sebastião e Ilha Bela.
Este filme marca a estreia de José Mojica Marins na pornochanchada. O pseudônimo "J. Avelar" foi usado em todos os filmes de sexo explícito dirigidos por Mojica.

## Sinopse
Numa pequena cidade do interior, um médico recém-chegado aceita o desafio de tentar derreter a prostituta mais fria da cidade: Maria Sorvete, mais interessada em chupar um picolé do que fazer sexo. Enquanto isto as mulheres traídas da cidade decidem dar o troco, apostando qual delas conseguirá conquistar primeiro o médico.

## Elenco
- Aurélio Tomassini ...Dr.Jorge ("O Machão")
- Esperanza Villanueva ...Malu ("A Virgem")
- Walter Portela ...Dr. Viana
- Vosmarline Siqueira ...Branca
- Alex Delamotte ...Dr. Basílio
- Lisa Negri...Tetê
- M.Augusto Cervantes ...Silveira
- Gracinda Fernandes ...Esposa do dr. Viana
- Edio Imanio
- Wanda Marchetti
- Toni Cardi (participação especial)
- Chaguinha (participação especial)
- Zélia Hoffman...Madame Lola  (participação especial)
- Matteo Amalfi...como ele mesmo (participação especial, também figurino feminino)
- Nadir Fernandes...Maria Sorvete
- Chimpanzé ...Tião

## Recepção
Robledo Milani em sua crítca para o Papo de Cinema escreveu: "No geral, há uma sensação de que há o suficiente para um conjunto de interesse justificado, porém o problema maior foi justamente o difícil equilíbrio entre cada um destes elementos. Isto, provavelmente, se deve à inexperiência do diretor com o tema, denotando até um certo receio em ultrapassar alguns limites – algo que, como vimos, logo seria suplantado em trabalhos posteriores. Com atuações que por si só são risíveis e tentativas de um humor tímido que talvez até tenha funcionado no seu lançamento nos cinemas, mas que hoje não são mais do que pitorescas e registros curiosos de tempos mais ingênuos".